# Курич, Кайл
Кайл Курич (англ. Kyle Matthew Kuric; 25 августа 1989, Эвансвилл, штат Индиана, США) — американский и словацкий профессиональный баскетболист, играющий на позиции атакующего защитника.

## Карьера
Начал карьеру в команде колледжа из Луисвилля. Курич закончил свой младший сезон в качестве второго бомбардира команды «Луисвилл Кардиналс».
После игры в Луисвилле, Кайл начал свою профессиональную карьеру в 2012 году с испанским клубом «Эстудиантес», где он играл 2 года.
Следующие 3 сезона выступал за «Гран-Канарию». Признавался самым полезным игроком первого и второго раундов Еврокубка в сезоне 2016/2017. В составе команды стал обладателем Суперкубка Испании-2016 и был признан «Самым ценным игроком» турнира.
Курич играл за «Финикс Санз» в Летней лиге НБА в Лас-Вегасе. Он вернулся в «Гран-Канарию» на сезон 2016/17.
5 июля 2017 года Кайл перешёл в «Зенит».
26 апреля 2018 года, Курич и Сергей Карасёв установили снайперский рекорд Единой лиги ВТБ в матче против «Енисея» (104:84). Впервые в истории лиги сразу два игрока одной команды смогли набрать в одном матче более 30 очков. На счету Курича 34 очка, у Карасёва — 32 очка.
В июле 2018 года Курич подписал 2-летний контракт с «Барселоной».
29 июня 2023 года вернулся в санкт-петербургский «Зенит»,где выступал в сезоне-2017/18, после чего провел пять сезонов в «Барселоне»

## Сборная Словакии
23 ноября 2017 года Курич дебютировал в составе сборной Словакии, которая стартовала в первом раунде преквалификации к Евробаскету-2021 матчем против сборной Македонии. Кайл провёл на площадке наибольшее количество времени в своей команде, отыграв 36 минут 21 секунду. За это время он набрал 11 очков, отдал 4 результативные передачи, совершил 3 подбора и 2 перехвата, но его команда уступила сопернику со счетом 66:74.

## Личная жизнь
5 ноября 2015 года Куричу была проведена операция по удалению опухоли головного мозга, которая была диагностирована за 2 дня до этого. Вскоре Кайлу были проведены ещё 2 дополнительные операции.
В апреле 2016 года Курич провёл первый матч после 5-месячного отсутствия. В игре с «Валенсией» (68:84) Кайл набрал 9 очков за 12 минут.

## Достижения
- Бронзовый призёр Единой лиги ВТБ (2): 2017/2018, 2023/2024
- Обладатель Суперкубка Единой лиги ВТБ: 2023
- Бронзовый призёр чемпионата России (2): 2017/2018, 2023/2024
- Чемпион Испании: 2021, 2023
- Обладатель Кубка Испании: 2020, 2021, 2022
- Обладатель Суперкубка Испании: 2016